# فرونزه (شهرستان بورایفسکی، باشقیرستان)
فرونزه (انگلیسی: Frunze, Burayevsky District, Republic of Bashkortostan) یک شهرک در شهرستان بورایفسکی باشقیرستان کشور روسیه است.